# August Oehler
August Oehler (* 1881 als Karl August Mayer in Wien; † 7. Januar 1920 in Leysin, Schweiz) war ein österreichischer Philologe und Dichter.

## Leben und Wirken
Oehler war auf dem Gymnasium ein Klassenkamerad Stefan Zweigs, studierte Philologie und promovierte danach in Wien. Anschließend war er dort bis zu seinem Tod als Privatdozent für Klassische Philologie tätig. Er lernte Stefan George kennen, dessen Kreis er sich anschloss. Für die Blätter für die Kunst schrieb er zwischen 1897 und 1899 diverse Gedichte z. B. über Epheben. Sein bekanntestes ist Die Feste der Epheben. 
Nach außen hin führte er ein unscheinbares bürgerliches Leben und publizierte einige Schriften, die sich mit der griechischen Literatur der Antike befassten. Er galt als eine große Hoffnung für die österreichische Philologie. Sein früher Tod 1920 durch ein Lungenleiden im Alter von 39 Jahren beendete seine glänzende Karriere. Nach seinem Tod wurde ein Buch mit griechischen Epigrammen aus der Antike, die er übersetzt hatte, veröffentlicht. Es gilt bis heute als eines der besten deutschsprachigen Werke zu diesem Thema.

## Werke
- Theophrasti Peri Lexeos Libri Fragmenta, (Herausgeber), 1910
- Das geistige Italien gegen den Krieg, 1916
- Antigone, (Übersetzer, Herausgeber)
- Der Kranz des Meleagros von Gadara, 1920, (posthum), Epigramme aus der Antike